# 马尔普拉
马尔普拉（Malpura），是印度拉贾斯坦邦Tonk县的一个城镇。总人口27242（2001年）。

## 人口
该地2001年总人口27242人，其中男性14056人，女性13186人；0—6岁人口4547人，其中男2355人，女2192人；识字率62.10%，其中男性为72.99%，女性为50.49%。